# Francisco Lezcano, l'Enfant de Vallecas
Pour les articles homonymes, voir Lezcano.
Francisco Lezcano, «Enfant de Vallecas» est une huile sur toile de Diego Vélasquez conservée au Musée du Prado. L'identification de la personne représentée n'est pas certaine. D'après des documents de la fin du XVIIIe siècle, il s'agirait d'un nain dans la cour de Philippe IV nommé l'enfant de Vallecas, un surnom qui ne correspond pas à Francisco Lezcano, basque, avec qui la toile a été mise en relation, ni des autres bouffons connus à la cour de Philippe IV.

## Histoire
En 1701, le tableau était dans la Tour de la Parada, propriété de chasse et de loisirs pour laquelle il fut peut-être peint avec trois autres «portraits de sujets divers et de nains, comme indiqué dans l'inventaire de cette année ». Il était associé au portrait du bouffon Don Diego de Acedo. Les deux toiles étaient exposées ensemble au Palais du Pardo, où il fut décrit en 1714 comme un « bouffon avec des cartes ». En 1772, il fut emmené  au Nouveau Palais Royal, où l'inventaire de 1794 le situa dans la « pièce aux trucs ». Il reçut pour la première fois le titre d'enfant de Vallecas. En 1819, il entra au Musée du Prado. Il figurait dans le premier catalogue de l'établissement en tant que petite fille idiote, retrouva son nom d'enfant de Vallecas dans les catalogues ultérieurs (y compris celui de Pedro de Madrazo) jusqu'à ce qu'en 1885 Gregorio Cruzada Villaamil remît en question ce titre.
L'identification avec Francisco Lezcano est due à la documentation d'un bouffon nommé ainsi en 1634 et admis au service de Prince Baltasar Carlos. Le dit Lezcanillo ou «nain basque» resta à la cour jusqu'à sa mort en 1649, avec une pause entre 1645 et 1648, années au cours desquelles il fut absent sans qu'on en sache le motif. Un document de 1634 montre qu'on avait livré trois mètres de tissu vert de Valence à « un nain basque » pour lui faire un «doublet» et des «manches bouffantes» garnie de grilles et de fausses dorures. Pour José Moreno Villa ce pourraient être les vêtements portés par le nain sur cette toile et qui accompagnait le Prince Baltasar Carlos sur la toile de Boston qu'il date de 1635. Toutefois, une réalisation en 1631 ou 1632 - selon l'inscription qui apparaît sur la toile elle-même – est en contradiction avec l'âge apparent du prince et Lezcano n'était pas encore à la cour.
Le nom de Lezcano parut pour la première fois dans le catalogue du Prado de 1942 et fut généralement accepté par la suite. Camon Aznar et José López-Rey, en admettant que le personnage représenté soit réellement Lezcano, et que la toile fut peut-être peinte à Saragosse, où le nain avait accompagné son maître pour la «jour d'Aragon » de 1644. Jonathan Brown, qui admet avec des réserves l'identification avec Lezcano, avance la date d'exécution du tableau à 1636-1638, lorsque Vélasquez peignait pour Tour de la Parada. Le paysage de la Sierra de Guadarrama et le vêtement vert foncé - habit de chasse typique - peuvent être expliqué par la destination de la toile pour un pavillon de chasse, et le point de vue en contrebas pourraient s'expliquer par l'exposition de la toile au-dessus d'une porte du palais.

## Description
Assis sur un rocher, avec la jambe droite étendue en raccourci vers le spectateur, le personnage joue avec une carte qu'il tient dans ses mains. C'est un symbole de l'oisiveté, mais cet objet pourrait avoir d'autres explications. D'après Pedro de Madrazo ce pourrait être un «quignon de pain » ou un morceau de tissu, « que le tableau n'explicite pas ». Il est vêtu d'un habit de chasse vert et négligé, d'une chemise froissée et d'un col sortant d'un seul côté. Le nain lève la tête pour regarder le spectateur, mais laisse retomber le regard sans force vers la droite, mettant en évidence l'instabilité et le vide de ses yeux. Vélasquez a délibérément joué sur le contraste entre le bouffon oisif, les yeux dans le vague et avec un petit jeu de cartes dans ses mains d'un côté, et de l'autre son partenaire El Primo dépeint alors qu'il parcourt un livre épais posé sur d'autres livres. Pour Julian Gallego, cependant, l’abri ou la grotte – peut être un gros tronc d'arbre creux, dans lequel il se réfugie, est un lieu « pour la méditation ».
Comme pour le Bouffon don Diego de Acedo, le cousin, le tableau est peint directement et rapidement. Il présente des effets de flous encore plus marqués pour la tête et les mains de son pendant, et qui sont obtenus en repassant avec insistance le pinceau sur la peinture encore fraîche. Les doigts, complètement flous, ne sont indiqués que par le chevauchement des coups de vermillon de mercure dans la même direction. Comme pour le portrait équestre du prince Baltasar Carlos le paysage n'est composé que d'une tache grisâtre étendue sur la préparation et complétée à laquelle se superposent des coups de pinceaux rapides et précis, avec différents pigments très dilués qui donnent leurs formes aux nuages, aux montagnes et à la végétation. La préparation de la toile est le même que celle utilisée dans le Cousin et les portraits de personnes nobles en costume de chasse, également peints pour la Tour de la Parada. Il manque cependant ici la couche supérieure orangée, ce qui pourrait être considéré comme une étape dans l'évolution technique, qui aboutit aux deux Bouffons Calabacillas.